# John Langenus
John L. Langenus (ur. 8 grudnia 1891, zm. 1 października 1952) – belgijski sędzia piłkarski, który sędziował mecze trzech Mistrzostw Świata w piłce nożnej. Używał także imion Jean, Johannes, Julian.

## Życiorys
Prowadził siedem meczów na trzech mundialach, w tym pierwszy finał pomiędzy Urugwajem a Argentyną w Montevideo w roku 1930. Był także sędzią podczas igrzysk olimpijskich w Amsterdamie, w 1928 r. Miał 190 cm wzrostu, a z zawodnikami na boisku porozumiewał się w pięciu językach. FIFA wyznaczyła go do prowadzenia meczu finałowego mundialu w roku 1934 pomiędzy Włochami a Czechosłowacją, ale zmieniła decyzję po proteście Włochów, którzy uważali, że Langenus może sprzyjać Czechosłowacji. Jednak podczas całej swojej kariery sędzia ten nie był oficjalnie posądzony o stronniczość.
John Langenus nie zdał za pierwszym razem egzaminu sędziowskiego. Kiedy egzaminator zadał mu pytanie: „Jaka jest procedura, kiedy piłka uderzy w nisko latający samolot?”, John nie odpowiedział i oblał egzamin. 
Po zakończeniu kariery napisał trzy książki, autobiografię "Whistling in the World" oraz trzy powieści o tematyce piłkarskiej.